# Gardnar Mulloy
Gardnar Putnam Mulloy (Washington, 22 novembre 1913 – Miami, 14 novembre 2016) è stato un tennista e allenatore di tennis statunitense.

## Carriera
Specialista del doppio, in coppia con Bill Talbert ha vinto quattro titoli dello Slam a cui va aggiunto quello a fine carriera con Budge Patty. Il primo titolo arriva agli U.S. National Championships 1942 dove insieme a Talbert sconfigge Ted Schroeder e Sidney Wood. Il trionfo si ripete nel 1945 e 1946, quest'ultima vittoria arriva solo al quinto set con il risultato di 20-18.
Nel 1947 fa la sua unica apparizione agli Australian Championships e si ferma in semifinale nel singolare, sconfitto da John Bromwich, e ai quarti nel doppio maschile. Al Torneo di Wimbledon 1948 si avventura fino alle semifinali nel singolare ma si deve arrendere a Bob Falkenburg, futuro vincitore.
Agli Internazionali di Francia raggiunge i quarti di finale in singolare per tre volte tra il 1952 e il 1954, mentre in doppio disputa due finali insieme a Dick Savitt (1951 e 1952) ma in entrambi i casi vengono eliminati dalla coppia australiana McGregor-Sedgman. Vince il suo ultimo titolo al Torneo di Wimbledon 1957 dove, all'età di quarantaquattro anni, sconfigge in finale Neale Fraser e Lew Hoad in coppia con Budge Patty.
In Coppa Davis gioca un totale di quattordici match con undici vittorie, aiutando la squadra statunitense a conquistare il trofeo nel 1946, 1948 e 1949.
 A fine carriera diventa coach e viene ingaggiato come capo allenatore della squadra di tennis dell'Università di Miami. In questa veste fa arrivare a Miami dall'Ecuador Pancho Segura, che diventerà uno dei migliori giocatori del mondo.
Mulloy è stato inserito nella International Tennis Hall of Fame nel 1972.

## Finali del Grande Slam

### Singolare

#### Finali perse (1)
| Anno | Torneo                       | Avversario in finale | Risultato     |
| 1952 | U.S. Championships, New York | Frank Sedgman        | 1-6, 2-6, 3-6 |

### Doppio

#### Vittorie (5)
| Anno | Torneo                                    | Compagno     | Avversari in finale        | Risultato                 |
| 1942 | U.S. National Championships, New York     | Bill Talbert | Ted Schroeder Sidney Wood  | 9-7, 7-5, 6-1             |
| 1945 | U.S. National Championships, New York (2) | Bill Talbert | Bob Falkenburg Jack Tuero  | 12-10, 8-10, 12-10, 6-2   |
| 1946 | U.S. National Championships, New York (3) | Bill Talbert | Don McNeill Frank Guernsey | 3-6, 6-4, 2-6, 6-3, 20-18 |
| 1948 | U.S. National Championships, New York (4) | Bill Talbert | Frank Parker Ted Schroeder | 1-6, 9-7, 6-3, 3-6, 9-7   |
| 1957 | Torneo di Wimbledon, Londra               | Budge Patty  | Neale Fraser Lew Hoad      | 8-10, 6-4, 6-4, 6-4       |

#### Finali perse (9)
| Anno | Torneo                                    | Compagno       | Avversari in finale           | Risultato          |
| 1940 | U.S. National Championships, New York     | Wayne Sabin    | Jack Kramer Ted Schroeder     | 7-6, 4-6, 2-6      |
| 1941 | U.S. National Championships, New York (2) | Henry Prussoff | Jack Kramer Ted Schroeder     | 4-6, 6-8, 7-9      |
| 1948 | Torneo di Wimbledon, Londra               | Tom Brown      | John Bromwich Frank Sedgman   | 7-5 5-7, 5-7, 7-9  |
| 1949 | Torneo di Wimbledon, Londra (2)           | Ted Schroeder  | Pancho Gonzales Ted Schroeder | 4-6, 4-6, 2-6      |
| 1950 | Internazionali di Francia, Parigi         | Dick Savitt    | Ken McGregor Frank Sedgman    | 2-6, 6-2, 7-9, 5-7 |
| 1950 | U.S. National Championships, New York (3) | Bill Talbert   | John Bromwich Frank Sedgman   | 5-7, 6-8, 6-3, 1-6 |
| 1951 | Internazionali di Francia, Parigi (2)     | Dick Savitt    | Ken McGregor Frank Sedgman    | 3-6, 4-6, 4-6      |
| 1953 | U.S. National Championships, New York (4) | Bill Talbert   | Rex Hartwig Mervyn Rose       | 4-6, 6-4, 4-6, 2-6 |
| 1957 | U.S. National Championships, New York (5) | Budge Patty    | Ashley Cooper Neale Fraser    | 6-4, 3-6, 7-9, 3-6 |

### Doppio misto

#### Finali perse (1)
| Anno | Torneo                      | Compagna      | Avversari in finale    | Risultato     |
| 1956 | Torneo di Wimbledon, Londra | Althea Gibson | Shirley Fry Vic Seixas | 2-6, 6-2, 7-5 |